# Lakeland (circonscription fédérale)
Pour les articles homonymes, voir Lakeland.
Lakeland est une circonscription électorale fédérale en Alberta, représentée une première fois de 1997 à 2004 puis recréée en 2013 pour les élections fédérales canadiennes de 2015.
La circonscription a été créée en 1996 avec la fusion des circonscriptions de Beaver River et de Vegreville. Abolie en 2003, elle fut redistribuée parmi Vegreville—Wainwright, Westlock—St. Paul et Athabasca. En 2013, Lakeland a été recréée des mêmes circonscriptions, avec quelques changements de frontières.
Avec les frontières actuelles, les circonscriptions limitrophes sont :
- Au nord : Fort McMurray—Cold Lake
- À l'est : Battlefords—Lloydminster—Meadow Lake (en Saskatchewan).
- Au sud : Battle River–Crowfoot
- À l'ouest : Sherwood Park—Fort Saskatchewan, St. Albert—Sturgeon River et Peace River—Westlock

Lors du redécoupage électoral de 2022, la circonscription est très peu modifiée, ne cédant qu'une petite portion de territoire à Fort McMurray—Cold Lake.

## Députés
|                                                               | Législature | Années         | Député         | Parti politique     |
| ------------------------------------------------------------- | ----------- | -------------- | -------------- | ------------------- |
|                                                               | 36e         | 1997 - 2000    | Leon Benoit    | Parti Réformiste    |
|                                                               | 36e         | 2000           | Leon Benoit    | Alliance canadienne |
|                                                               | 37e         | 2000 - 2003    | Leon Benoit    | Alliance canadienne |
|                                                               | 37e         | 2003 - 2004    | Leon Benoit    | Parti conservateur  |
| Voir Westlock—St. Paul et Fort McMurray—Athabasca 2004 - 2015 |             |                |                |                     |
|                                                               | 42e         | 2015 - 2019    | Shannon Stubbs | Parti conservateur  |
|                                                               | 43e         | 2019 - 2021    | Shannon Stubbs | Parti conservateur  |
|                                                               | 44e         | 2021 - présent | Shannon Stubbs | Parti conservateur  |